# Велізі-Віллакубле
Велізі́-Віллакубле́ (фр. Vélizy-Villacoublay) — місто та муніципалітет у Франції, у регіоні Іль-де-Франс, департамент Івлін. Населення — 22 713 осіб (01.01.2021).
Муніципалітет розташований на відстані близько 15 км на південний захід від Парижа, 5 км на південний схід від Версаля.

## Демографія
Динаміка населення (Cassini і INSEE
" ):
Розподіл населення за віком та статтю (2006):
| Стать | Всього | До 15 років | 15-24 | 25-44 | 45-64 | 65-85 | Понад 85 |
| --- | ------ | ----------- | ----- | ----- | ----- | ----- | -------- |
| Чоловіки | 9670   | 1799        | 1175  | 2829  | 2492  | 1294  | 81       |
| Жінки | 10 359 | 1720        | 1171  | 2751  | 2870  | 1644  | 203      |
| \| Статево-вікова піраміда \| Статево-вікова піраміда \| Статево-вікова піраміда \| \| ----------------------- \| ----------------------- \| ----------------------- \| \| Чоловіки \| Вік \| Жінки \| \| 81 \| 85 + \| 203 \| \| 179 \| 80-84 \| 261 \| \| 327 \| 75-79 \| 377 \| \| 394 \| 70-74 \| 492 \| \| 394 \| 65-69 \| 514 \| \| 524 \| 60-64 \| 605 \| \| 610 \| 55-59 \| 779 \| \| 654 \| 50-54 \| 728 \| \| 704 \| 45-49 \| 758 \| \| 713 \| 40-44 \| 729 \| \| 699 \| 35-39 \| 723 \| \| 713 \| 30-34 \| 672 \| \| 704 \| 25-29 \| 627 \| \| 596 \| 20-24 \| 564 \| \| 579 \| 15-20 \| 607 \| \| 561 \| 10-14 \| 568 \| \| 638 \| 5-9 \| 520 \| \| 600 \| 0-4 \| 632 \| |        |             |       |       |       |       |          |
| Статево-вікова піраміда |        |             |       |       |       |       |          |
| Чоловіки | Вік    | Жінки       |       |       |       |       |          |
| 81 | 85 +   | 203         |       |       |       |       |          |
| 179 | 80-84  | 261         |       |       |       |       |          |
| 327 | 75-79  | 377         |       |       |       |       |          |
| 394 | 70-74  | 492         |       |       |       |       |          |
| 394 | 65-69  | 514         |       |       |       |       |          |
| 524 | 60-64  | 605         |       |       |       |       |          |
| 610 | 55-59  | 779         |       |       |       |       |          |
| 654 | 50-54  | 728         |       |       |       |       |          |
| 704 | 45-49  | 758         |       |       |       |       |          |
| 713 | 40-44  | 729         |       |       |       |       |          |
| 699 | 35-39  | 723         |       |       |       |       |          |
| 713 | 30-34  | 672         |       |       |       |       |          |
| 704 | 25-29  | 627         |       |       |       |       |          |
| 596 | 20-24  | 564         |       |       |       |       |          |
| 579 | 15-20  | 607         |       |       |       |       |          |
| 561 | 10-14  | 568         |       |       |       |       |          |
| 638 | 5-9    | 520         |       |       |       |       |          |
| 600 | 0-4    | 632         |       |       |       |       |          |

## Економіка
2010 року серед 13 268 осіб працездатного віку (15—64 років) 10 329 були активними, 2939 — неактивними (показник активності 77,8%, у 1999 році було 74,8%). З 10 329 активних мешканців працювало 9690 осіб (5102 чоловіки та 4588 жінок), безробітними було 639 (349 чоловіків та 290 жінок). Серед 2939 неактивних 1246 осіб було учнями чи студентами, 1120 — пенсіонерами, 573 були неактивними з інших причин.

У 2010 році в муніципалітеті числилось 8450 оподаткованих домогосподарств, у яких проживали 19604,5 особи, медіана доходів виносила 26 434 євро на одного особоспоживача

## Транспорт
До Севрського мосту є автобусне сполучення з пересадкою на лінію 9 паризького метро і до Версаля. Також можна доїхати автобусом до Шавіля й пересісти на RER C на станції Chaville-Vélizy, який прямує до центру Парижа та аеропорту Орлі. 13 грудня 2014 року було відкрито нову лінію 6 паризького трамваю, яка з'єднує Велізі-Віллакубле з Шатійоном і Монружем, двома муніципалітетами на межі Парижа. Там лінія 6 закінчується на станції метро Châtillon - Montrouge, звідки лінія 13 паризького метрополітену прямує безпосередньо до центру Парижа. На південь від села розташований військовий аеродром Віллакубле.